# 國分勘兵衛 (10代目)
國分 勘兵衛（こくぶ かんべえ、1883年1月19日 - 1975年2月23日）は、日本の実業家。養子として入った國分家の家業を株式會社國分商店（のちの国分グループ本社株式会社）とし、カルピス食品工業株式會社代表取締役社長なども務めた。旧名山本 秀次郎。

## 人物・経歴
現在の三重県松阪市で生まれた。1905年に東京高等商業学校（のちの一橋大学）を卒業し、國分商店に入った。國分家の養子となり、1924年には國分勘兵衛を襲名した。1938年大日本洋酒食料品商組合の初代会長に就任した。
日本の降伏後、1950年に合名会社国分商店と国分漬物株式会社を合併して国分株式会社（のちの国分グループ本社株式会社）を設立し、同社社長に就任。また、同年からカルピス食品工業株式会社の社長も兼務し、同社再建にあたった。1956年カルピス食品工業株式会社会長。1971年国分株式会社会長。
経営では近代化を進めるとともに、「進取冒険」を標榜し、既に流通ルートが確立されていた清酒などには限らず、ビール等の洋酒や、うま味調味料（味の素）、カルピスなどの新商品を扱うなどし、家業を発展させた。